# Knooppunt Zaventem
De verkeerswisselaar van Zaventem is een Belgisch knooppunt tussen de autoweg A201 en de Brusselse Ring R0 nabij Zaventem (hoewel het eigenlijk op grondgebied van Diegem ligt); ook de Vilvoordse ring R22 (Woluwelaan) sluit op hetzelfde knooppunt aan. Het knooppunt is voorlopig nog een turbineknooppunt, met enkele extra vertakkingen voor aansluiting met de R22. Het punt is een belangrijk knooppunt tussen verkeer op de Brusselse ring en verkeer van en naar Brussel en van en naar de nationale luchthaven van Zaventem.
Er zijn anno 2024 plannen om het kruispunt opnieuw aan te leggen als Single-point urban interchange. 
| Aansluitende wegen            | Aansluitende wegen | Aansluitende wegen | Aansluitende wegen | Aansluitende wegen           |
| ----------------------------- | ------------------ | ------------------ | ------------------ | ---------------------------- |
| richting Gent / Antwerpen     |                    |                    |                    | richting Luchthaven Zaventem |
|                               |                    |                    |                    |                              |
| richting Vilvoorde / Machelen |                    |                    |                    |                              |
|                               |                    |                    |                    |                              |
| richting Brussel              |                    |                    |                    | richting Namen / Luik        |

Aalbeke · Antwerpen-Centrum · Antwerpen-Haven · Antwerpen-Noord · Antwerpen-Oost · Antwerpen-West · Antwerpen-Zuid · Arquennes · Battice · Beaufays · Beveren · Bois-d'Haine · Brugge · Cerexhe · Charleroi-Nord · Charleroi-Sud · Cheratte · Daussoulx · Destelbergen · Doornik · Familleureux · Fexhe-Slins · Gent-Centrum · Gouy · Grâce-Hollogne · Groot-Bijgaarden · Hautrage · Hauts-Sarts · Heppignies · Heverlee · Hoog-Itter · Houdeng-Goegnies · Jabbeke · Jemappes · Kortrijk-West · Kortrijk-Zuid · Leonardkruispunt · Loncin · Lummen · Machelen · Marcinelle · Marquain · Merelbeke · Moorsele · Neufchâteau · Ranst · Sint-Stevens-Woluwe · Strombeek-Bever · Thiméon · Ville-sur-Haine · Vottem · Wilrijk-Valaar · Zaventem · Zwijnaarde